# 孫海橋
孫海橋位於臺灣南投縣信義鄉，為台16線目前通車終點連接至丹大林道間一座跨越濁水溪的橋樑。

## 概況
本橋最初是由伐木業者孫海，為方便進入中央山脈的原始森林伐木，於1957年所建，又因丹大林道亦稱「孫海林道」之故而得名。孫海橋早期為木造橋樑，1969年由南投縣政府改建成為水泥橋，為當時台16線西段終點。
2004年7月3日，敏督利颱風侵襲台灣時發生七二水災，颱風挾帶大量豪雨造成濁水溪暴漲，造成孫海橋橋面被沖毀。後經評估為防止丹大林地的濫墾盜伐，行政院傾向不再重建孫海橋，但為便利布農族到祖靈聖地朝聖、民眾高山生態旅遊及台電人員超高壓電塔的維修，由行政院農業委員會搭建僅可通行摩托車的丹大吊橋便利通行，並且林務局設置三分所管制站管制。
目前丹大吊橋也因2008年辛樂克颱風的侵襲之下損毀，只有流籠或枯水期架設之鋼便橋可以渡過濁水溪。
2020年，孫海橋有計畫擬重建。

## 外部連結
- 新南極轉運站 > 未貫通的橫貫公路－台16線（页面存档备份，存于）
- 第二區養護工程處 孫海橋位置示意圖[永久]
- 南投七彩湖＋六順山 （页面存档备份，存于）